# Straße der Versuchung
Straße der Versuchung (Originaltitel: Scarlet Street) ist ein US-amerikanischer Film noir des deutsch-österreichischen Regisseurs Fritz Lang aus dem Jahre 1945. Der Film entstand nach dem französischen Theaterstück La Chienne von Georges de La Fouchardière und André Mouézy-Éon. Bereits 1931 verfilmte Jean Renoir das Stück unter dem Titel Die Hündin.

## Handlung
New York 1934: Christopher „Chris“ Cross arbeitet seit Jahrzehnten als grundehrlicher Kassierer für den Kaufhausbesitzer J. J. Hogarth. Zu seinem 25-jährigen Betriebsjubiläum erhält er eine goldene Taschenuhr, seine Kollegen feiern ihn, sein Arbeitgeber bezeichnet ihn als „Freund“. Chris ist zufrieden, obwohl er in seiner Jugend lieber Maler geworden wäre. Er malt nur an seinen freien Sonntagen im Badezimmer der Wohnung, die er mit seiner gestrengen Ehefrau Adele bewohnt. Er kocht auch und muss abwaschen, ehe er die Zeitung lesen darf.
In der regnerischen Nacht seiner Jubiläumsfeier wird Chris Zeuge, wie eine junge Frau von einem Mann auf der Straße geschlagen wird. Er eilt zu Hilfe, schlägt mit seinem Regenschirm auf den Mann ein, der unerkannt entkommt. Nach diesem Zwischenfall beginnt er eine Freundschaft mit der attraktiven Frau namens Kitty, die eine kleine, unordentliche Wohnung in Greenwich Village mit ihrer Freundin Millie Ray teilt. Der biedere Mann verfällt Kitty, der einzigen Person, die ihm ein wenig Zuneigung schenkt, und bricht eifrig aus seinem gewohnten Leben aus. Um die arbeitslose Schauspielerin Kitty zu beeindrucken, lässt er sie glauben, er sei ein erfolgreicher Maler. Doch Kitty führt ein Doppelleben, sie ist mit Johnny Prince zusammen, dem Mann, der Kitty auf der Straße bedroht hatte. Obwohl er sie schlägt, ihr Geld abnimmt, sie als „lazy legs“ bezeichnet und rumkommandiert, ist sie verliebt in ihn. Der zwielichtige Johnny setzt nun Kitty auf den vermeintlich wohlhabenden älteren Herrn an.
Chris finanziert Kitty eine größere Wohnung. Als er dort Johnny begegnet, gibt sie ihn als Millie Rays Freund aus. Die Ausgaben für Kitty übersteigen bald Chris’ Einkommen. Er stiehlt von seiner Frau und unterschlägt im Kaufhaus Geld. Chris malt Porträts von Kitty und übergibt ihr seine Bilder, weil seine Ehefrau droht, sie auf den Müll zu werfen. Johnny verkauft einige Bilder ohne Chris’ Wissen. Als der begeisterte Kunstkritiker Janeway den Maler aufsuchen will, gibt Johnny Kitty als die Urheberin aus. Johnny sieht Christophers Bilder als Goldader, und Kitty spielt, zunächst widerwillig, mit.
Eines Tages erkennt Adele Cross die Bilder ihres Mannes in der Dellarowe-Galerie. Sie werden dort für 5.000 US-Dollar das Stück angeboten und tragen die Signatur Katherine March. Adele ist sicher, ihr „Versager“-Ehemann habe seine Bilder gefälscht, und konfrontiert ihn mit dieser Tatsache. Zunächst ist Chris enttäuscht über Kitty, doch als sie ihm vorspielt, die Bilder nur aus blanker Not unter ihrem Namen verkauft zu haben, wandelt sich seine Enttäuschung in Freude. Er betrachtet sich selbst als Verlierer und vermutet, dass er allein nie in der Lage gewesen wäre, die Bilder zu verkaufen. Sobald sie verheiratet seien, will er sogar den Namen March annehmen.
Plötzlich taucht Higgins auf, der tot geglaubte frühere Ehemann von Adele. Chris erkennt, dass er niemals rechtmäßig verheiratet war. Die Trennung von seiner tyrannischen Ehefrau ist nun in greifbare Nähe gerückt. Er erzählt Higgins von den 2.000 US-Dollar aus der Lebensversicherung, die an Adele nach seinem vermeintlichen Tod ausbezahlt wurden und seither von ihr in der Wohnung verwahrt sind. Das Geld stünde nun Higgins rechtmäßig zu. Higgins glaubt, dass Chris ihm das Geld überlassen wolle, damit er wieder verschwindet und Chris so bei seiner Ehefrau bleiben könne. Chris arrangiert jedoch alles so, dass Higgins seine Ehefrau unbeabsichtigt wiedertrifft. Somit ist Chris frei für Kitty und eilt zu ihr. Dabei muss er erkennen, dass in Wahrheit Johnny ihr Freund ist. Er verzeiht ihr zwar und will sie trotzdem heiraten. Doch Kitty lacht ihn aus und will ihn hinauswerfen, woraufhin Chris sie in seiner Verzweiflung mit einem Eispickel ersticht.
Am nächsten Tag verliert Chris seine Arbeit, da seine Unterschlagung entdeckt wurde. Unter Mordverdacht gerät jedoch Johnny Prince. Auch Chris wird von der Polizei vernommen, leugnet aber erfolgreich, der Maler der Bilder zu sein. Auf Grund von Johnnys Intrigen spricht alles gegen ihn. Johnny wird schließlich für den Mord an Kitty hingerichtet, doch Christophers Leben liegt in Scherben. Geplagt von seinem schlechten Gewissen, erleidet er einen Nervenzusammenbruch und versucht sich zu erhängen. Er wird gerettet und landet schließlich als Obdachloser auf der Straße. Er muss weiterleben, verfolgt von den Stimmen der Toten, die ihm im Tod glücklich vereint erscheinen.

## Hintergrund
Straße der Versuchung wurde am 28. Dezember 1945 in den USA uraufgeführt. In der BRD startete der Film am 22. Juni 1950 in einer um zwölf Minuten gekürzten Fassung. 1982 wurde er erstmals ungekürzt in den deutschen Kinos gezeigt.
Nach Gefährliche Begegnung (1944) war dies Fritz Langs zweiter Film mit Edward G. Robinson, Joan Bennett und Dan Duryea in den Hauptrollen.

## Synchronisation
Die deutsche Synchronisation entstand 1950 bei der Willy Zeyn Film in München. Die Synchronregie übernahm Erich Kobler, das Dialogbuch verfasste Kurt Hinz.
| Rolle             | Schauspieler       | Dt. Synchronsprecher   |
| ----------------- | ------------------ | ---------------------- |
| Christopher Cross | Edward G. Robinson | Hans Hinrich           |
| Kitty March       | Joan Bennett       | Ursula Traun           |
| Johnny Prince     | Dan Duryea         | Kurt Hinz              |
| Adele Cross       | Rosalind Ivan      | Edith Schultze-Westrum |

## Kritiken
Bei Rotten Tomatoes fallen alle 17 Kritiken zu dem Film generell positiv aus (Stand: März 2025).

„In Langs Inszenierung wird aus dem Kolportagestoff eine vielschichtige Studie über das Kleinbürgertum, die Ängste des urbanen Menschen und die Beziehungen zwischen Kunst und Leben, Kultur und Gesellschaftsstruktur.“

„Remake des französischen Klassikers „Die Hündin“, den Jean Renoir 1931 mit Michel Simon inszeniert hatte. Wie in Langs Drama „Lebensgier“ stürzt auch hier eine verhängnisvolle Leidenschaft die Protagonisten der Geschichte ins Unglück und endet in einem brutalen Höhepunkt als Langs vielleicht unheimlichster Film Noir. Brillant: Die straff strukturierte Story und die symbolischen Gemälde, um die die Geschichte kreist, und die von Mehrdeutigkeiten geprägte unheimliche Atmosphäre.“